# El Playón (Wenezuela)
El Playón – miasto w Wenezueli, w stanie Portuguesa.